# Zygaspis vandami
Zygaspis vandami är en ödleart som beskrevs av den sydafrikanska herpetologen Vivian Frederick Maynard Fitzsimons 1930. Zygaspis vandami ingår i släktet Zygaspis, och familjen Amphisbaenidae.

## Underarter
Arten delas in i följande underarter:
- Z. v. vandami
- Z. v. arenicola

## Utbredning
Zygaspis vandami förekommer  i norra Sydafrika, Moçambique och I sydöstra Zimbabwe.